# Cầu Tân An (An Giang)
Cầu Tân An là một cây cầu bắc qua kênh Xáng Tân An tại thị xã Tân Châu, tỉnh An Giang, Việt Nam.
Cầu nằm trên tuyến giao thông huyết mạch kết nối trung tâm thị xã Tân Châu với cửa khẩu Vĩnh Xương, nối liền hai xã Long An và Tân An.
Cầu Tân An có chiều dài 615,2 m, rộng 12 m, tĩnh không thông thuyền cao 11 m, chiều rộng khoang thông thuyền là 75 m.
Công trình được khởi công vào ngày 31 tháng 8 năm 2015 và khánh thành ngày 30 tháng 1 năm 2019.